# هری هینسلی
سر فرانسیس هری هینسلی (انگلیسی: Harry Hinsley; ۲۶ نوامبر ۱۹۱۸ – ۱۶ فوریهٔ ۱۹۹۸) ریاضی‌دان، کارشناس تحلیل رمز، و تاریخ‌نگار اهل بریتانیا بود. او در دوران جنگ جهانی دوم در بلچلی پارک کار می‌کرد و در شکستن رمز ماشین انیگما تأثیرگذار بود. هینسلی آثار زیادی در مورد تاریخ روابط بین‌الملل و سازمان‌های جاسوسی بریتانیا نوشت.